# Крепыш

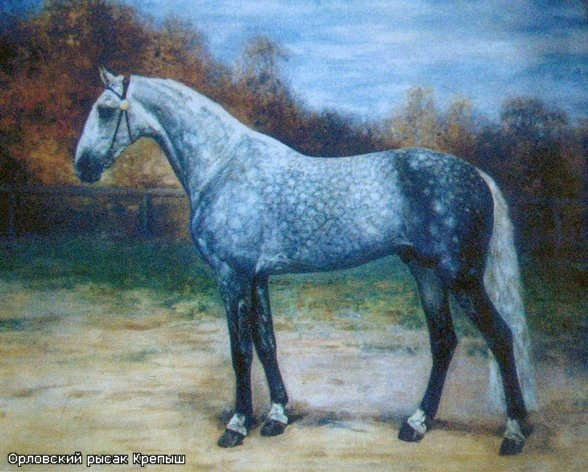
Орловский рысак Крепыш. Худ. С. С. Ворошилов

Крепы́ш — жеребец породы орловский рысак, многократный рекордист России и Европы в соревнованиях рысью на ипподроме (рысистых бегах), призёр многочисленных состязаний, известный как «Лошадь Столетия». За свою беговую карьеру (1907—1913 гг.) он стартовал 79 раз, 55 раз был первым, в общей сложности установил 13 рекордов на все существовавшие тогда дистанции (кроме одной версты), зимние и летние. Лучшая резвость:
- на 1 версту — 1 мин 33,4 с;
- на 1,5 версты — 2 мин 08,5 с;
- на 3 версты — 4 мин 25,7 с;
- на 4 версты — 6 мин 11,7 с;
- на 4,5 версты — 7 мин 00,3 с.

## Происхождение Крепыша
Крепыш (Громадный — Кокетка 1904) — серый в яблоках жеребец орловской рысистой породы; был рождён в конном заводе известного в то время коннозаводчика И. Г. Афанасьева Тамбовской губернии. Мать Крепыша — кобыла Кокетка (Вещун — Краля) — не выступала на ипподромах. Отцом Крепыша был известный рысак по кличке Громадный (Летучий — Громада 1894), победитель многих состязаний на крупные призы, в том числе Императорского приза, одного из самых важных в карьере любого российского рысака тех лет. По экстерьеру Громадный также был великолепным рысаком и стал чемпионом Всероссийской конской выставки 1910 г. Крепыш был одним из первых жеребят, родившихся от Громадного. Конюхи, заводские наездники и сам коннозаводчик насмешливо называли молодого рысака «Корамора». Крепыш отличался довольно высоким рост (за что его впоследствии публика и пресса прозвали «Серым Великаном»), при этом туловище выглядело несколько коротковатым,а ноги — длинноватыми по отношению к длине спины. Помимо этого недостатка экстерьера Крепыш имел ещё ряд незначительных дефектов (плоские рёбра, слабые бабки), которые, по мнению многих, могли бы серьёзно помешать успешной карьере Крепыша на ипподроме. Например, именно из-за Крепыша не состоялась сделка Афанасьева с известным в то время конеторговцем Илюшиным. Тот собирался приобрести всю ставку жеребят рождения 1904 года, кроме Крепыша. Афанасьев же, наоборот, непременно хотел продать Крепыша вместе со всеми. Таким образом, сделка не состоялась. Многие другие покупатели осматривали Крепыша, но неизменно отказывались его покупать, считая, что на ипподроме он быстро травмируется и не сможет выступать.

## Беговая карьера Крепыша

### Начало карьеры
Беговая карьера Крепыша, как и многих рысаков в то время, началась в три года. В тот момент в России шёл ожесточённый спор, даже открытая борьба между любителями чистопородного орловского рысака и приверженцами метизации, скрещивания орловского рысака с более резвым американским. Каждая победа метиса над орловцем воспринималась тогда как доказательство правоты «метизаторов» — и наоборот. Однако метисы побеждали орловцев всё чаще, их преимущество было уже настолько велико, что орловским рысакам учредили серию закрытых для метисов призов. Крепыш, всё ещё принадлежа Афанасьеву, под управлением знатока орловских рысаков наездника Василия Яковлева 3 июня 1907 года вышел на свой первый в жизни старт. Это произошло на Московском ипподроме в заезде второй группы для орловских рысаков на дистанцию 1 верста (1067 м). Крепыш пришёл к финишу третьим с резвостью 1 мин 39,5 с. Спустя три дня Крепыш стартовал на ту же дистанцию в призе третьей группы для орловских рысаков и занял первое место с резвостью 1 минута 40 секунд. Вскоре после этого старта Крепыш был приобретён Михаилом Михайловичем Шапшалом, коневладельцем. Тот давно следил за Крепышом с тех пор, как случайно увидел его на улице: «на Старой Башиловке конюх бил и дёргал какую-то большую серую лошадь, упавшую на панель; автор подбежал, возмущённый жестоким обращением с лошадью, и тогда, остановив конюха, он услыхал от него, что лошадь зовут Крепышом, что ему три года, что он сын Громадного и стоит у наездника Яковлева» («Крепыш — лошадь столетия» Шапшал М. М.). После этой покупки Крепыш стартовал ещё несколько раз в летнем сезоне 1907 года, однако не слишком удачно. В первом же старте после покупки он был дисквалифицирован за лишние сбои на дистанции, один раз остался без призового места также из-за тяжёлого сбоя и один раз был победителем, показав лучшую для себя резвость на 1 версту 1 минута 35,5 секунд. После всех неудач многие коннозаводчики начали в открытую смеяться над Шапшалом, один из любителей бегов, М. С. Балашов, даже прислал Шапшалу огромный фонарь с надписью, в которой говорилось, что при покупке лошади надо осматривать её при фонаре. Однако владелец Крепыша быстро нашёл причину сбоёв на галоп у рысака. Виной всему были слабые связки путовых суставов задних ног рысака, которые хрустели даже, когда Крепыш шёл шагом. Для их лечения и укрепления из Крыма были выписаны знаменитые в то время майнакские грязи, которые намазывались на ноги Крепышу под согревающий компресс. Также Шапшал опасался, что на жёсткой бетонированной дорожке российских ипподромов быстро выйдут из строя копыта Крепыша и укреплял их на протяжении всей беговой карьеры орловского рысака при помощи крымской глины.
Следующее выступление Крепыша состоялось уже зимой, 4 декабря 1907 года, где Крепыш, стартовав в призе второй группы для орловских рысаков, выиграл с резвостью 1 минута 38 секунд. После этого Крепыш снова не имел стартов до самой весны, планомерно тренируясь и подходя к своей лучшей форме. В первые весенние старты 2 и 4 марта 1908 года наезднику Василию Яковлеву были даны строгие указания не напрягать Крепыша в погоне за первым местом. В итоге серый рысак занял соответственно третье и второе места в открытых призах, где он ещё улучшил свою резвость на 1 версте — 1 минута 33,4 с.

### Первые рекорды
Результат этих двух призов показал, что Крепыш действительно окреп и готов к более серьёзным испытаниям. Он легко держал борьбу, имел чёткий, уверенный рысистый ход, и ни о каких сбоях не было и речи. С марта по май ему снова сделали перерыв, после чего Крепыш стартовал в начале мая в призе третьей группы для орловских рысаков четырёх лет, но уже не на версту, как раньше, а на 1600 м. Крепыш с лёгкостью пробежал эту дистанцию, закончив её на первом месте с очень серьёзной резвостью для четырёхлетнего орловского рысака тех лет 2 минуты 22,2 секунды. Тринадцатого мая Крепыш снова победил, показав ещё более серьёзный результат: 2 минуты 19,2 с, что автоматически поставило его в ряд лучших четырёхлетних орловцев 1908 года. Резвее его на тот момент были лишь два орловских рысака — Грамотей и Бродяга, а также Брандер. 23 мая Крепыш стартовал в призе И. Н. Дубовицкого, где разделил второе место с Брандером, показав резвость 2 минуты 18,3 секунды. После этого выступления Шапшалу многие коневладельцы предлагали продать Крепыша за большие суммы денег, однако владелец отказался продавать своего рысака. Тем не менее, так как он остро нуждался в деньгах (причём были слухи, что виной всему карточный проигрыш), всё же был вынужден продать право на владением половиной Крепыша владельцу табачной фабрики Б. И. Катламе, однако остался единоличным тренером рысака. 8 июня Крепыш был записан на розыгрыш Большого Всероссийского Дерби вместе с лучшими четырёхлетними рысаками того года, в основном метисами, а также с орловцем Грамотеем. В этот же день за несколько часов до Дерби Шапшал выставил своего питомца на побитие рекорда для четырёхлетних орловских рысаков на 1600 м, который был в то время 2 минуты 17 секунд. В беге отдельно на время Крепыш с лёгкостью превзошёл это время, показав 2 минуты 14,3 секунды. Затем, уже будучи уставшим после столь резвого бега, он стартовал в Дерби, где главной фавориткой была гнедая кобыла, метиска Слабость. На старте первого гита приза было много фальстартов, которые совершала Слабость, что ещё хуже повлияло на уставшего Крепыша. В итоге он остался вторым за Слабостью, показав тем не менее, резвое время — 2 минуты 15,2 секунды. Помимо усталости Крепыша после установленного им рекорда этот проигрыш объяснялся ещё и тем, что по принятым в то время правилам победитель Дерби, если это орловский рысак, не имеет права стартовать в Орловском Четырёхлетнем призу, поэтому Яковлев получил указания от Шапшала не бороться за победу любой ценой.
С этих пор каждый старт Крепыша тут же привлекал внимание общественности, специалистов и прессы.
20 июля Крепыш стартовал в розыгрыше приза имени графа Орлова-Чесменского с призовым фондом тридцать тысяч рублей. Здесь его соперниками были только орловские рысаки, но уже даже Грамотей не мог бороться с серым рысаком даже по дистанции. Крепыш легко выиграл оба гита приза без борьбы, показав резвость 2 минуты 15,4 с в первом гите и 2 минуты 18 с во втором гите. После этой лёгкой победы Крепыша дважды записывали на побитие своего же собственного рекорда для четырёхлетних орловцев. Но первый раз наездник Яковлев из-за сломанной руки не смог справиться с сильно тянущим Крепышом, а второй раз Крепыш закончил бег, но рекорд установить так и не смог, показав 2 мин. 14,4 с. При этом на следующий день каждого такого бега в прессе выходили статьи с подробным анализом выступлений Крепыша. Следующий старт серого рекордиста состоялся 5 октября 1908 года в Петербурге, где он снова с лёгкостью выиграл у всех орловских рысаков с резвостью 2 мин. 15,5 с. Его привезли из Москвы поездом, причём рядом с ним всегда была лошадь, которая служила для успокоения Крепыша. Особенно это было важно при погрузке в вагон, чего орловский рекордист очень боялся. Новый рекорд Крепыша состоялся 16 ноября 1908 года, когда он стартовал на побитие зимнего рекорда для орловских четырёхлеток, бывшего к тому моменту 2 мин. 17,2 с. Крепыш с лёгкостью побил этот рекорд, показав 2 мин. 15,3 с 12 декабря его снова записывают на побитие рекорда, однако Крепыш лишь повторяет свой бег почти месячной давности — 2 мин. 15,3 с
21 декабря Крепыш впервые стартовал в призе с метисами старшего возраста, среди которых были кобылы Слабость и Жизнерадостная на которых ехали американские наездники, братья С. и В. Кейтоны. Крепыш уверенно выиграл приз с резвостью 2 мин. 18,2 с. Победа рекордиста над двумя классными метисками в очередной раз доказывала исключительный класс Крепыша.

### Выдающиеся победы и рекорды Крепыша
В 1909 году победы Крепыша продолжились: он с лёгкостью выиграл в орловском призу 11 января с резвостью 2 мин.17,7 с 1 февраля 1909 года Крепыш стартовал в Интернациональном призу в Петербурге, который разыгрывался для рысаков всех стран. Здесь стартовали американские рысаки, метисы и орловские рысаки. При этом по условиям приза американские рысаки давали фору метисам, а метисы давали фору орловцам, как наименее резвым. Таким образом Крепыш имел неплохие условия и шансы на победу. В тот год на старте Интернационального приза было восемь метисов и три орловских рысака, включая Крепыша. Участники ехали по очереди отдельно на время с поддужной. Самой главной фавориткой приза была очень сильная кобыла Прости от американского рысака Пасс Роз и кобылы Машистой. Крепыш стал уверенным победителем Интернационального приза, показав во втором гите резвость 2 мин. 15,4 с (а с вычетом форы — 2 мин. 10,4 с). Прости, старавшаяся превзойти его время во втором гите сбилась и заняла в итоге второе место. 15 февраля Крепыш стартовал в призе Всех стран, на этот раз в Москве, но снова с лучшими метисами и орловскими рысаками. За час до старта приза талантливый американский наездник Вильям Кейтон записал классного орловского рысака Зайсана (Летучий — Зорька 1902) на побитие зимнего рекорда для орловских рысаков. Зайсан установил новый рекорд в 2 мин.14,4 с. Однако через час в розыгрыше приза Крепыш оказался ещё резвее. В борьбе с Прости он выиграл приз с ещё более высоким рекордом — 2 мин. 13,5 с. Всего через 12 дней после этой рекордной победы Крепыша снова записывают на побитие, теперь уже этого рекорда. В беге отдельно на время орловский рекордист с лёгкостью показал 2 мин.11,7 с. После этого Крепыш имел отдых до самой весны и затем стартовал лишь в апреле с лучшими орловскими рысаками, среди которых были Грамотей и Зайсан, но ни один из них уже не были соперниками Крепышу. Он вёл бег по всей дистанции, с каждым шагом удаляясь от остальных и с лёгкостью победил в 2 мин. 13,2 с. Через три дня Крепыш стартовал в заезде с метисами и вновь победил. 10 мая в заезде с метисами на три версты (3200 м) Крепыш снова без борьбы провёл весь бег и, сдерживаемый Яковлевым, показал резвость 4 мин. 32,5 с. Это был новый рекорд для орловских рысаков на 3 версты. 25 мая Крепыш снова бежал на эту дистанцию и оказался ещё резвее — 4 мин. 32 с. Расстояние на финише между рекордистом и его соперниками, другими орловскими рысаками, составило почти 11 секунд. В день Дерби Крепыш снова стартовал на 3 версты с орловцами и метисами и снова повысил свой собственный рекорд, выиграв с резвостью 4 мин. 31,1 с. Таким образом Крепыш наглядно демонстрировал, что имеет выдающийся запас силы и резвости не только на короткую, но и на длинную дистанцию. Своими победами и рекордами Крепыш прославил своё имя по всей России. Имя его гремело по всей стране, он был известен даже людям, далёким от рысистых бегов и никогда не бывавшим на ипподроме. Крепыш был настоящей национальной гордостью России. Видевшие его бег впечатлялись мощными плавными движениями, будто неторопливыми, но захватывающими большое пространство. «Он не бежал, а плавал», — вспоминали очевидцы его бега. Серая в яблоках масть, крупный рост и величественная орловская стать всегда выделяли его в компании с любыми другими рысаками, в особенности с мелкими и некрасивыми метисами и американскими рысаками. Посмотреть на выступление феноменальной лошади приезжали люди со всей России, даже из-за границы. Именно благодаря ему американские рысаки начали стремительно терять свои позиции на европейском рынке. Вильям Кейтон на своём Зайсане сделал попытку побить рекорд Крепыша на 1600 м, который был 2 мин. 13,7 с, однако неудачно, Зайсан подтвердил свой класс, но рекорд остался незыблем. В своё время владелец Крепыша М. М. Шапшал, чувствуя опасность, записывает самого Крепыша на побитие этого рекорда. 19 июня, спустя 12 дней после последнего бега на 3200 м, серый рекордист стартовал на побитие собственного рекорда на 1600 м и уверенно продемонстрировал свой феноменальный класс, показав 2 мин. 09,2 с. В это время в Москву из США американец Биллингс привозит двух своих выдающихся рысаков, мировых рекордистов на 1609 м — кобылу Лу Диллон, показывавшую на этой дистанции 1 минуту 58,4 с и мерина Улана 1 мин. 58,2 с. Крепыш и его феноменальный бег интересовали Биллингса больше всего. Однако он отказался от предложения Шапшала проехать в одном заезде с Крепышом на этих лошадях. Владелец Крепыша знал, что делал. Если учитывать тяжесть и плохое состояние дорожки на беговых ипподромах в России того времени, а также сложные климатические условия, то на лёгких, идеальных для рысистых бегов американских ипподромах резвость Крепыша была бы ничуть не хуже резвости двух мировых рекордистов. Так Улан показывал на резвой проездке в дни бегов очень высокие секунды — 2 мин. 06,6 и 2 мин. 04. Крепыш также показывался на резвой работе и легко повторил резвейшую полуверсту Улана в 39 с, показав при этом на четверти дистанции (400 м) более высокий результат, чем у Улана — 29,4 с против 30 секунд американского рысака. Осенью Крепышу был дан отдых, его стали готовить к зимним призам по ледяной дорожке. 22 ноября Крепыш устанавливает очередной свой рекорд — зимний для орловских рысаков на дистанции в 3 версты — 4 минуты 34,2 с 6 декабря серый рекордист понижает планку и у зимнего орловского рекорда на полверсты (1600 м), показав 2 мин. 11,3 с.
В начале 1910 года у Крепыша появились проблемы с ходом, он шёл неуверенно, стали часты перехваты. Однако Яковлев, уверенный в неоспоримом превосходстве Крепыша над всеми остальными лошадьми никаких мер по исправлению хода рысака не принимал. 17 января Крепыш стартовал в крупном призу с метисами, не представлявшими для орловца никакой угрозы. Лишь кобыла Невзгода (Боец — Нелли Р) была под управлением одного из талантливейших наездников того времени — американца Вильяма Кейтона. В итоге благодаря халатности Яковлева и таланту Кейтона Невзгода вырвала победу у Крепыша, оказавшись на полголовы впереди него на самом финише. Проигрыш этот имел очень сильный резонанс среди публики: сторонники метизации орловского рысака с американским ликовали, в то время как любители орловцев, для которых Крепыш давно уже был национальным героем, даже не знали, чем объяснить проигрыш великого рекордиста. После бега выяснился ещё один факт, который не добавил Крепышу резвости на дистанции. Перед заездом ни наездник, ни владелец не удосужились проверить состояние подков Крепыша. Как оказалось, шипы на всех четырёх подковах были стёрты, что для ледяной дорожки вещь недопустимая. Вскоре после этого случая Шапшал отказался от услуг кузнеца конюшни Василия Яковлева и нанял своему рекордисту отдельного кузнеца, в чьи обязанности входило постоянно следить за состоянием подков и копыт Крепыша. 31 января Крепыш выступил в призе «Новых трибун», где помимо Невзгоды бежала гораздо резвая Слабость, на которой снова ехал Вильям Кейтон. Пресса предсказывала победу именно ей, она очень хорошо смотрелась на тренировках. Однако и ход Крепыша был исправлен, некоторые его поклонники заказали для него лавровые венки. Владелец рекордиста также был уверен в победе своего питомца и даже заранее заказал белую попону с красной надписью «Смеётся тот, кто смеётся последний», что после многочисленных насмешек над ним после обидного проигрыша Крепыша, было вполне уместно. В день заезда Шапшал намеренно затянул начало старта на 10 минут, зная, что Невзгода будет готова бежать именно в назначенное время, затем её возбуждение спадёт. В итоге бег сложился удачно для Крепыша. Первый круг Слабость и Невзгода держались в спине у Крепыша, но на втором тот легко и уверенно ушёл от них на недосягаемое расстояние. Финишировал Крепыш с новым зимним рекордом на 3200 м 4 мин. 33,7 с под шум и овации трибун. Кобылы-метиски отстали от него на целых 9 секунд. Через неделю орловский рекордист с лёгкостью выиграл ещё один бег на ту же дистанцию, где с ним бежали только орловцы. 14 февраля Крепыш был записан на Интернациональный приз в Петербурге, где с ним должна была бежать лучшая из российских рысаков того времени (кроме Крепыша) кобыла Прости. Крепыш и Прости, как главные фавориты приза, давали фору остальным участникам, которые, тем не менее, особой опасности не представляли. В итоге Прости показала 2 минуты 13,2 с, а Крепыш пробежал за 2 мин.11,3 с 24 февраля Прости установила новый зимний рекорд на льду — 2 мин.10,2 с 26 февраля на побитие нового рекорда вышел Крепыш. Без особых усилий рекорд Прости был побит — Крепыш пробежал 1600 м за 2 мин.08,5 с, с явным запасом сил. Шапшал планировал записать Крепыша ещё раз на побитие рекорда — шансы у того были показать время около 2 мин.06 с. Но рано наступившее потепление сделало дорожку непригодной для такого резвого бега. Тем не менее, не сомневавшийся в классе Крепыша владелец через газеты бросил вызов владельцам рысаков всего мира выступить в одном заезде с Крепышом при условии, что заезд будет проходить в Москве или Петербурге. Никто на этот призыв так и не откликнулся. Статьи о феноменальном орловском рысаке появились и в американской прессе. В частности, приводилось интервью Ч. Таннера, видевшего Крепыша в беге, а также приезжавшего вместе с ним в Россию М. Хоу. Оба американца давали подробное описание экстерьера Крепыша, а также опровергали ходившие в то время слухи, что Крепыш не орловский рысак, а сын серого американского рысака Вильяма С. К., которого его владелец долгое время выдавал за чистопородного орловца, поскольку экстерьером Крепыш нисколько не напоминает американского рысака. Кроме этого, Хоу отметил, что рысистый ход Крепыша отличается от хода американских рысаков, но тем не менее, рысь его идеальна. «Когда я смотрю на Крепыша, то не могу оторвать глаз от него, столько царственного величия в его формах и движениях», — высказался Чарльз Таннер.

### Смена наездников и новые рекорды
Совладелец Крепыша Катлама сильно мешал М. Шапшалу в работе с лошадью, в том числе, пытался вмешиваться в тренировочный процесс и записывать Крепыша на призы без ведома Шапшала, который по договору являлся единоличным тренером рысака. Наездник Крепыша, Василий Яковлев также был на стороне Катламы и практически перестал выполнять наставления Шапшала. Недовольный таким положением дел Шапшал хитростью увёл Крепыша из конюшни Яковлева, а затем объявил Яковлеву, что больше он не будет ездить на рекордисте. После сложного процесса, когда Катлама продал свою половину Крепыша Московскому беговому обществу, Шапшалу удалось выкупить её и снова стать единоличным владельцем Крепыша. Рекордист сменил конюшню и сменил наездника. Шапшалу пришлось выбирать между русским наездником И. Барышниковым и талантливым американцем В. Кейтоном. Барышников был хорошим наездником, но имел слишком большой вес, в то время как Кейтон был настоящим гением в своём деле, но он был приверженцем американского и метисного рысака. В итоге выбор всё же пал на Барышникова, хотя Шапшал и поставил ему условие сбросить вес. Василий Яковлев же, часто выпивавший и раньше, но сдерживавшийся, пока в его конюшне стоял великий рысак, спился окончательно и спустя два года умер от белой горячки.
1 июня 1910 года Крепыш спустя полугодового перерыва стартовал на приз с метисами на дистанцию 3200 м. Первый круг рекордист прошёл в пяти секундах впереди шедшим вторым Чардаша (Барон Роджерс — Червонная Лисичка). На финише после второго круга Крепыш показал новый феноменальный рекорд 4 мин. 25,7 с, при том, что ставший вторым Чардаш проиграл ему 12 секунд, а остальные метисы ещё больше. 25 июня Крепыш снова стартовал на эту же дистанцию, в заезде с ним бежала и Прости. Однако она захромала и осталась последней, а Крепыш снова выиграл, в тихую для себя резвость 4 мин. 37,6 с. Легко выиграл он и другие заезды на длинные дистанции с метисами и орловцами. Осенью в Москве была открыта Всероссийская конская выставка, к которой приурочили открытый приз имени Всероссийской выставки. Для участия в призе были записаны Крепыш и Прости, на которой ездил В. Кейтон. Участие Крепыша в этом призе было обязательным, хотя владелец и тренер рекордиста протестовал — у рысака прошёл пик его формы, а чтобы подвести его к призу в отличном состоянии, оставалось слишком мало времени. Шапшал предупредил беговое Общество, что Крепыш выйдет на старт не в лучших кондициях, однако вера в феномен серого орловца была слишком высока. На старте приза Прости легко вышла в лидеры, Крепышу удалось догнать её, но большего сделать не сумел, оставшись вторым на корпус сзади. Прости же сумела побить рекорд Крепыша, показав 2 мин. 08,0 с.
После того заезда Крепышу был дан отдых. К началу 1911 года Крепыш вновь приобрёл свой плавный, уверенный рысистый ход. 9 января он стартовал на приз по дистанции 3200 м и выиграл его. 18 января его записали на побитие зимнего рекорда на 3200 м, и крепыш легко сделал это, показав 4 мин. 30,4 с. После этого Крепыш снова отдыхал до самого лета, после чего его стали подготавливать к осеннему сезону в Петербурге, где разыгрывались именные призы. По правилам того времени каждый приз рысак мог выиграть лишь один раз в своей жизни, поэтому Крепышу к тому времени оставалось не так много призов, которые он не выигрывал. Однако определённые опасения внушало то, что рекордист не имел того чёткого хода. В результате один из этих призов Крепыш проиграл метису Центуриону (Вильбурн М — Цыганка) в тихую резвость 2 мин. 16,6 с. После этого Шапшал передал Крепыша в руки американца В. Кейтона. Однако и после этого неудачи продолжились. Крепыш стартовал в заезде с орловцами, где у него давно уже не было соперников, однако, сбившись на старте, остался лишь третьим, показав 2 мин. 17,3 с. По всей видимости, рысак имел некоторые проблемы со своим здоровьем. Его увезли обратно в Москву, где он прошёл двухмесячный курс восстановления, после чего его начал тренировать Вильям Кейтон. Он начал работать над мускулатурой Крепыша и добился отличных результатов. Крепыш снова обрёл свой отличный, сбалансированный ход. В начале января 1912 года на Семёновском ипподроме в Петербурге Крепыш стартовал на дистанцию в 4 версты и выиграл с новым рекордом для орловских рысаков — 6 мин. 16,4 с. Однако было видно, что время расцвета беговых способностей Крепыша прошло. Вскоре эти подозрения оправдались. В начале февраля Крепыш бежал на 4 версты в компании с метисами, при том что Кейтон за день до старта сам сомневался в победе Крепыша. Так оно и вышло, Крепыш проиграл Центуриону, показав всего лишь 6 мин. 41,8 с. — спустя недолгое время после рекорда в 4.16. Однако Шапшал начал подозревать, что американский наездник специально подстроил проигрыш Крепыша в борьбе с метисом.

### Интернациональный приз 1912 года
12 февраля 1912 года состоялся самый памятный, вместе с тем, самый спорный и самый значимый заезд в карьере Крепыша. Для участия в этом призу специально из Канады привезли жеребца по кличке Дженерал Эйч, который на своей родине имел 2 мин. 04,6 с на 1609 м. Помимо Джнерал Эйча стартовал там и ещё один американский рысак, Боб Дуглас из США, имевший 2.04,4. Однако главными фаворитами на этот приз были именно Дженерал Эйч и Крепыш. На Крепыше ехал Вильям Кейтон, на Дженерале — его отец, Фрэнк Кейтон. В таких условиях, когда лучший орловский рысак выходит на старт с лучшим американским, когда именно в руках семьи Кейтонов была сосредоточена торговля американскими рысаками в России, Вильям Кейтон просто не мог привести Крепыша на финиш первым. Представляя себе последствия, если Крепыш проиграет американскому рысаку, бежавшему в руках его отца, Кейтон-младший за несколько дней до приза пришёл к Шапшалу и честно предложил тому сменить наездника на этот приз, предупредив, что объехать Дженерала он не сможет. Трудно сказать, почему Шапшал отказался сменить наездника. Отчасти, он предполагал, что безупречная репутация Кейтона-младшего не позволит ему вести нечестную игру. Отчасти на решение оставить Крепыша в руках Кейтона повлиял тот факт, что незадолго до приза все видели Дженерал Эйча хромающим, пресса даже высказала предположение, что в связи с этим Дженерал Эйч и вовсе не сможет стартовать. Конечно же, американцы не собирались прославлять имя орловского Крепыша. Трибуны в день 12 февраля 1912 года были переполнены, многим не хватило места, и они остались стоять у входа. Все участники этого приза, как наездники, так и владельцы, так же как и публика понимали важность этого заезда. От исхода его зависела судьба орловской породы, по большому счёту вся национальная экономика. Симпатии публики в основном были на стороне Крепыша — об этом говорил результат продажи тотализаторных билетов. Из 2206 проданных билетов в одинаре 1013 были поставлены на Крепыша. Старт был дан, сразу тяжело сбился Милорд (Барон Роджерс — Могучая). Дженерал Эйч вышел в лидеры и занял бровку, Крепыш пристроился с ним рядом. Следом за ними бежал Боб Дуглас. Всю дистанцию Крепыш и Дженерал Эйч прошли вместе. Остальные рысаки, среди них метисы Центурион, Наль, Хабара, Марка держались сзади с просветом. На последней четверти дистанции сбился и выпал из Борьбы и Боб Дуглас. Дженерал Эйч шёл чуть впереди Крепыша, затем крепыш попытался выйти в лидеры, но сумел лишь сравняться с Дженерал Эйчем, дальше они шли в жестокой борьбе. Затем Крепыш начал отставать и Дженерал Эйч выиграл приз, а Крепыш, как потом написал в своей книге М. Шапшал, пришёл на финиш со спущенным вожжами. Публика приняла победу Дженерал Эйча молчанием, без оваций. После приза Вильям Кейтон заявил, что «Крепыш теперь только тень прежнего Крепыша». Результат этого приза всколыхнул общество. Сплетни, разговоры, предположения. Называли суммы взяток, которые якобы получил В. Кейтон.

### Завершение карьеры
После неудачного зимнего сезона 1912 года Шапшал собрался продать Крепыша в качестве производителя. лучшие орловские матки были сосредоточены в тот момент в государственном Хреновском конном заводе, однако сделка так и не состоялась. После этого наполовину Крепыш всё же был продан коннозаводчице Толстой, Шапшал же оставлял за собой право крыть десять орловских маток, которые были у него. При этом маточный состав кобыл у Толстой не подходил Крепышу, как производителю. 9 мая 1912 года в Москве вернувшийся из конного завода Крепыш, где он покрыл несколько кобыл, уверенно выиграл открытый приз в неплохое время 2 мин. 12,2 с. Спустя шесть дней он снова стартовал в открытом призу и выиграл его с ещё более высокой резвостью — 2 мин.11 с. После этих побед у Кейтона, который всё ещё оставался наездником Крепыша, появилась уверенность, что восьмилетний рысак сможет побить рекорд для орловских рысаков, которой не разделял Шапшал. И тем не менее американский наездник настоял на своём. В последний раз в своей карьере серый рекордист вышел на старт для рекордного бега на дистанцию 1600 м. Однако рекорд не получился. Крепыш показал высокое время 2 мин. 09,6 с, но до собственного рекорда 2 мин.08,5 ему было слишком далеко. После неудавшегося рекорда Крепышу был дан отдых на всё лето. Следующий старт он увидел только 30 августа в Петербурге. В беге с орловскими рысаками он снова одержал уверенную победу с резвостью 2 мин. 13,6 с. После этого он стартовал на 3 версты с метисами и также выиграл этот бег. Однако затем, записанный на интернациональный приз с американскими рысаками по обоюдному решению Шапшала и Кейтона, Крепыш снова проиграл. После этого Шапшал отказался от услуг Кейтона, посчитав, что, как и зимой, тот нарочно не даёт Крепышу выиграть, желая показать, что орловский рекордист хуже американских рысаков. Пресса также отмечала, что при работе на тренировке Крепыш показывал у Кейтона отличные секунды, а в ответственных выступлениях всегда бежал явно не на высоте. Косвенно, незаинтересованности Кейтона в победах Крепыша мог служить и тот факт, что перед отъездом из России Вильям сказал, что из всех рысаков, на которых он ездил здесь самым сильным был Ирис (Барон Роджерс — Искра), самым приятным Тальони (Гей Бинген — Тайна 1909 4 мин. 24,1 с на 3200 м), а самым резвым — Лавр 2 мин. 09,6 с. Крепыш в этот список, почему-то так и не попал. Следующим наездником Крепыша стал А. В. Константинов. 18 ноября в Петербурге под его управлением Крепыш снова легко выиграл приз на 3 версты. После ещё нескольких лёгких побед, но в скромные для себя секунды Крепыш был записан на побитие зимнего орловского рекорда на 4 версты. Несмотря на морозную и ветреную погоду 23 декабря Крепыш уверенно справился с задачей, побив действующий рекорд на 5 с и показав 6 мин. 11,7 с. Следующим стартом для орловского рекордиста был Интернациональный приз на полторы версты (1600 м), после долгих сомнений и совещаний Шапшала и Константинова Крепыш всё же вышел на старт, но занял в итоге лишь третье место. последний старт в карьере Крепыша состоялся 17 февраля 1913 года под управлением В. В. Бибикова. Крепыш бежал в призе Всех Стран с такими рысаками, как Дженерал Эйч, Белль Берд и Центурион и остался без призовых денег. Спустя месяц после этого бега Крепыш окончательно завершил карьеру и был приобретён как производитель для завода графини Александры Федоровны Толстой, который находился у села Старая Зиновьевка (ныне с. Новый Дол) Карсунского уезда Симбирской губернии. Крепыш трагически погиб в сентябре 1918 года. 

## Крепыш-производитель
В конных заводах от Крепыша было получено очень мало потомства для такой лошади. Отчасти это объясняется безвременной гибелью орловского рекордиста, отчасти — высокой ценой за случку с Крепышом. Полученное от Крепыша потомство в своей массе не отличалось высоким потенциалом, поскольку большинство кобыл, которых Крепыш покрыл, были не подходящими ему по крови или заведомо худшего класса. Кроме того, большинство его детей не испытывалось на ипподромах или было недоиспытано из-за Гражданской войны, в течение которой ни бега, ни скачки в нашей стране не проводились. Многие дети Крепыша, как и он сам погибли, по окончании войны в племенную книгу орловской породы было записано 12 сыновей и 9 дочерей Крепыша. Некоторые из них, как, например, Поход, Картал, Нильгаи дали в заводах довольно резвых рысаков, но впоследствии, по мужской линии потомков Крепыша не осталось. Сегодня к Крепышу по женским линиям восходят орловские рысаки, дети рекордиста Иппика (Персид — Ифигения 1.59,7 1980), чьи оба родителя являются потомками Крепыша. Персид восходит к дочери Крепыша, Кручине-Крепыша, Ифигения — к внучке Похода Мине. Также далёкими потомками великого рысака сегодня являются дети абсолютного рекордиста породы на сегодняшний день Ковбоя (Блокпост — Крутизна 1.57,2 1984) и Плейбоя (Блокпост — Проблема 2.05,6 1990). Блокпост по своей матери Блокаде восходит к Походу. Дети кобылы Дрофы, рекордист для четырёхлетних орловцев Дротик (Кипр — Дрофа 2.02,6 1998) и рекордист Уральского региона Дробовик (Ковбой — Дрофа 2.05 1997) восходят через кобылу Дельную к кобыле Нильгаи. К другой дочери Крепыша, кобыле Сырлы-Чешмэ через свою мать Спаржу восходит Синап (Пион — Спаржа 2.02,5; 4.18,8 1983) и его дети, в том числе, победитель приза им. Льва Толстого в Париже Шелест (Синап — Шкатулка 2.05,7 1998).
Дети Крепыша
жеребцы:
- Поход (Крепыш — Первынька 2.18)
- Картал (Крепыш — Засека 2.17,6)
- Кизил (Крепыш — Касоржа)
- Кемар-Капу (Крепыш — Сирена 2.30)
- Зипун (Крепыш — Шинель 1.34,5)
- Кудеяр (Крепыш — Саджа 2.43,2)
- Ак-КАш (Крепыш — Залежь)

кобылы:
- Нильгаи (Крепыш — Незымь Завода)
- Краля-Крепыша
- Кручина-Крепыша (Крепыш — Покорная)
- Премия Крепыша
- Похвала
- Сырлы-Чешмэ (Крепыш — Говорушка 1.36,4)
- Чехарда-Крепыша (Крепыш — Телеграмма)
- Гюль-Джан (Крепыш — Тзельма Ж американской породы)
- Самуэ Ханум
- Кирли-Бибиш (Крепыш — Макша)
- Сеча (Крепыш — Строптивая)

## Память
- В 1981 году на студии «Центрнаучфильм» снят художественный фильм «Крепыш» о судьбе рысака-чемпиона.
- В 1930-х гг. работниками госконюшни села Старая Зиновьевка (ныне с. Новый Дол), в деннике, где содержался Крепыш, был устроен его музей с фотографиями и документами[7].